# Aeroportul Spichenkovo
Aeroportul Spichenkovo (IATA: NOZ, ICAO: UNWW) este un aeroport din Prokopyevsky District⁠(d), Regiunea Kemerovo, Rusia ce deservește zona Novokuznețk. Aeroportul a fost tranzitat în 2021 de 397.730 de pasageri.
Situat la o altitudine de 312 m, aeroportul dispune de 1 pistă. Este operat de Aerokuzbass⁠(d).

## Infrastructură

### Piste
Aeroportul dispune de o singură pistă. Pista are orientarea 01/19. 